# Ronde van Italië 2016/Eenentwintigste etappe
De eenentwintigste etappe van de Ronde van Italië 2016 werd verreden op 29 mei. De 163 kilometer lange rit ging van Cuneo naar Turijn.

## Uitslag
| Cuneo naar Turijn (163 km) |                      |                             |          |
| Plaats                     | Naam                 | Ploeg                       |          |
| Winnaar                    | Nikias Arndt         | Team Giant-Alpecin          | 3u48'18" |
| 2                          | Matteo Trentin       | Etixx-Quick Step            | z.t.     |
| 3                          | Sacha Modolo         | Lampre-Merida               | z.t.     |
| 4                          | Aleksandr Porsev     | Team Katjoesja              | z.t.     |
| 5                          | Sean de Bie          | Lotto Soudal                | z.t.     |
| 6                          | Ivan Savitski        | Gazprom-RusVelo             | z.t.     |
| 7                          | Rick Zabel           | BMC Racing Team             | z.t.     |
| 8                          | Eduard-Michael Grosu | Nippo-Vini Fantini          | z.t.     |
| 9                          | Jay McCarthy         | Tinkoff                     | z.t.     |
| 10                         | Alberto Bettiol      | Cannondale Pro Cycling Team | z.t.     |
| 11                         | Matteo Busato        | Wilier Triestina-Southeast  | z.t.     |
| 12                         | Giacomo Nizzolo      | Trek-Segafredo              | z.t.     |
| 13                         | Bob Jungels          | Etixx-Quick Step            | z.t.     |
| 14                         | Arnaud Courteille    | FDJ                         | z.t.     |
| 15                         | Jaco Venter          | Dimension Data              | z.t.     |
|                            |                      |                             |          |
| 26                         | Jos van Emden        | Team LottoNL-Jumbo          | - 0'37"* |

* Van Emden reed 37 tellen voor het peloton uit toen de definitieve tijdsopname werd gedaan. Dat was bij de eerste doorkomt op het slotcircuit.

## Klassementen
| Algemeen klassement |                     |                             |           |
| Plaats              | Naam                | Ploeg                       | Tijd      |
| Roze trui           | Vincenzo Nibali     | Astana Pro Team             | 86u32'49" |
| 2                   | Esteban Chaves      | Orica GreenEDGE             | + 52"     |
| 3                   | Alejandro Valverde  | Movistar Team               | + 1'17"   |
| 4                   | Steven Kruijswijk   | Team LottoNL-Jumbo          | + 1'50"   |
| 5                   | Rafał Majka         | Tinkoff                     | + 4'37"   |
| 6                   | Bob Jungels         | Etixx-Quick Step            | + 8'31"   |
| 7                   | Rigoberto Urán      | Cannondale Pro Cycling Team | + 11'47"  |
| 8                   | Andrey Amador       | Movistar Team               | + 13'21"  |
| 9                   | Darwin Atapuma      | BMC Racing Team             | + 14'09"  |
| 10                  | Kanstantsin Siwtsow | Dimension Data              | + 16'20"  |
|                     |                     |                             |           |
| 15                  | Maxime Monfort      | Lotto Soudal                | + 34'34"  |

| Puntenklassement |                 |                  |        |
| Plaats           | Naam            | Ploeg            | Punten |
| Rode trui        | Giacomo Nizzolo | Lampre-Merida    | 209    |
| 2                | Matteo Trentin  | Etixx-Quick Step | 184    |
| 3                | Sacha Modolo    | Lampre-Merida    | 163    |
| 4                | Diego Ulissi    | Lampre-Merida    | 156    |
| 5                | Daniel Oss      | BMC Racing Team  | 133    |

| Bergklassement |                   |                    |        |
| Plaats         | Naam              | Ploeg              | Punten |
| Blauwe trui    | Mikel Nieve       | Team Sky           | 152    |
| 2              | Damiano Cunego    | Nippo-Vini Fantini | 134    |
| 3              | Darwin Atapuma    | BMC Racing Team    | 118    |
| 4              | Stefan Denifl     | IAM Cycling        | 109    |
| 5              | Giovanni Visconti | Movistar Team      | 77     |

| Jongerenklassement |                 |                             |           |
| Plaats             | Naam            | Ploeg                       | Tijd      |
| Witte trui         | Bob Jungels     | Etixx-Quick Step            | 86u41'20" |
| 2                  | Sebastián Henao | Team Sky                    | + 29'38"  |
| 3                  | Valerio Conti   | Lampre-Merida               | +1u10'07" |
| 4                  | Davide Formolo  | Cannondale Pro Cycling Team | +1u18'48" |
| 5                  | Joe Dombrowski  | Cannondale Pro Cycling Team | +1u24'25" |

| Ploegenklassement (tijd) |                             |            |
| Plaats                   | Ploeg                       | Tijd       |
| 1                        | Astana Pro Team             | 248u37'41" |
| 2                        | Cannondale Pro Cycling Team | + 6'57"    |
| 3                        | Movistar Team               | + 21'00"   |
| 4                        | AG2R La Mondiale            | + 53'52"   |
| 5                        | Team Sky                    | +1u04'21"  |

## Opgaves
- Lars Bak (Lotto Soudal)

1e etappe ·
2e etappe ·
3e etappe ·
4e etappe ·
5e etappe ·
6e etappe ·
7e etappe ·
8e etappe ·
9e etappe ·
10e etappe ·
11e etappe ·
12e etappe ·
13e etappe ·
14e etappe ·
15e etappe ·
16e etappe ·
17e etappe ·
18e etappe ·
19e etappe ·
20e etappe ·
21e etappe
Startlijst · Eindstanden · Afbeeldingen